# Jerry Bails
Jerry Bails (né le 26 juin 1933 et mort le 23 novembre 2006) est un américain impliqué dans le milieu des Comic books. Il est notamment connu pour avoir été un des premiers à promouvoir une recherche académique sérieuse sur les comics et pour son rôle dans la création de l'un des premiers réseaux de fandom. Il a également fondé la revue Alter Ego. Cela lui a valu sept prix Alley dans les catégories « fan » ou « amateur » entre 1963 et 1965, un prix Inkpot au Comic-Con 1981, et une inscription à titre posthume au temple de la renommée Will Eisner en 2023.